# Péricles Silva
Péricles Fouro da Silva (Ananindeua, 26 de outubro de 1989) é um ginasta artístico brasileiro que integra a seleção. Ele já participou de vários eventos competindo internacionalmente, como no Campeonato Mundial de Ginástica Artística de 2015, em Glasgow.
Em maio de 2018 integrou a seleção brasileira e competiu nos Jogos Sul-Americanos de 2018, na Bolívia. Nesta competição foi medalha de ouro por equipes e medalha de prata no cavalo com alças.